# アメリカ海軍情報局
アメリカ海軍情報局（英語：Office of Naval Intelligence 略称：ONI）とは、アメリカ海軍の情報機関。
アメリカ合衆国のインテリジェンス・コミュニティーの一員であり、陸軍の情報保全コマンド（INSCOM）、空軍の情報・監視・偵察局（AFISR）、海兵隊の情報部とともに、国防総省の管轄下にある四軍の情報機関の1つとして任務に当たっている。

## 歴史

### 創設期
海軍情報部創設のきっかけとなったのは、合衆国を二分した南北戦争（1861年 - 1865年）である。合衆国海軍は南北戦争において、連合国海軍（南軍）とともに装甲艦（甲鉄艦）を建造・実戦投入したり、海上封鎖により南部経済に大きな打撃を与えるなど、大きな進歩・戦果をあげた。しかし南北戦争の終結後、合衆国海軍の戦力は大きく削減され、その結果保有艦艇は装備が旧式化したものが少数という欧州諸国、ロシアなどの列強諸国や日本など当時海軍力の強化・近代化を推進していた「海軍大国」の国々に比して、戦力的に大きく水をあけられた極めて脆弱な状況に陥った。
1880年代に入り、当時のジェームズ・ガーフィールド（第20代）、チェスター・A・アーサー（第21代）両大統領の下で海軍長官を務めたウィリアム・H・ハント長官は、弱体化した海軍の現状に警鐘を鳴らし、海軍諮問委員会を設置するなど、アメリカ政府もようやく海軍力の再建・近代化の必要性を認識し、これに取り組むようになった。その取り組みの中で、艦艇増強などと併せて実施された近代化策の1つが海軍情報部の設置である。
アーサー政権時代の1882年3月3日、ウィリアム・H・ハント長官により海軍省令（一般省令第292号）が発令され、この省令により航海局（Bureau of Navigation）の下に情報課が編成された。この日は海軍情報部の公式な創設日とされており、海軍情報部はアメリカのインテリジェンス・コミュニティーの中でも最古の情報機関となっている。本省令によって情報課に与えられた任務は、「戦時および平時において、海軍省にとって有益と思われる情報の収集および記録を行う」ことであった。
この海軍省令・情報課創設に先立ち、海軍による情報任務の構想・経験獲得のため、セオドラス・メイソン大尉がヨーロッパに派遣された。この際、当時のイギリス海軍が独立した情報部を有していなかったため、フランス海軍が模範に取られた。1882年から1888年の間、駐ロンドン、パリ、ローマのアメリカ大使館に海軍駐在武官職が制定された。

### 両大戦間
第一次世界大戦時、アメリカ海軍の情報需要の大部分は、イギリス海軍の助けにより満たされた。海軍情報部は、1920年から独立部署となったが、外国の無線の傍受、暗号解読を非倫理的であるとみなした政府の意向のため、その職員数は削減された。この結果、1934年当時、海軍情報部は、20人の職員しか有していなかった。
海軍情報部の両大戦間における最も輝かしい成果は、日本の外交及び海軍の電報の傍受・解読であった。特に同部の努力のおかげで、1940年に導入された日本の「パープル」暗号が解読された。アメリカ政府は、駐ワシントン日本大使館のほぼ全ての電文を読むことができた。

### 第二次世界大戦
1941年12月7日の真珠湾奇襲は、海軍情報部が非常に限定的な役割しか果たしていなかったことを示した。仮想敵に関する諜報情報の収集が日々の任務ではあったが、収集した情報の分析及び配布は許可されていなかった。この権限を有していたのは、海軍作戦部であった。それ故、奇襲についてワシントンには適時に通報されたにも拘わらず、ハワイの太平洋艦隊司令官は何も知らなかった。空襲警報は、空襲終結後に彼に手渡された。
海軍情報部の第二次世界大戦における最も輝かしい成果と考えられているのは、日本海軍の暗号のほぼ完全な解明とその事実の秘匿の成功であった。日本海軍の暗号の解読は、ミッドウェー海戦時に日本空母の正確な所在地を確定し、その勝利に大きく貢献した。1943年4月18日の連合艦隊司令長官山本五十六海軍大将搭乗機の撃墜（海軍甲事件）も、その成果の1つである。日本軍に対しては数々の戦果を挙げており、マキン島コマンド奇襲による暗号書類の奪取、ガダルカナル島に座礁したイ-1潜水艦内部からの暗号書類、暗号装置の奪取、海軍乙事件における作戦関係書類の情報分析など情報戦での貢献は非常に大きなものがある。この情報戦の分野で日本は、陸軍の堀栄三少佐が中心となり対策を講じたが、戦勢挽回には至らなかった。
またドイツ海軍のUボート潜水艦の暗号無線機エニグマの奪取作戦に参加し、その解読に成功した結果、Uボートを大西洋から駆逐することに成功した。
戦時中、一連の独立部署が創設された。特に海軍写真解読センターは、艦隊の作戦準備に顕著な影響を与えた。

## 現状
ONIは、極めて強力な暗号（暗号解読）機関を有する外、広範囲な電波傍受網も有しており、外国の探知システム、海洋監視システム、潜水艦及び潜水武器システムに関する音響情報の収集（SOSUS）、分析に従事している。また、ONIは民間船舶の移動に関する情報を収集できるアメリカ唯一の情報機関であるため、世界武器市場の情報に関する主要情報源の1つともなっており、麻薬密輸、密漁、放射性廃棄物の海洋投棄の監視等の問題も担当している。
現在の海軍情報部は、組織的に海軍作戦部に入っている。海軍情報部長は、情報担当海軍作戦部長補佐官の地位を有する。海軍には、通信担当海軍作戦部長補佐官が指揮する海軍保安群が存在する。海軍保安群は、ONIと密接に協力し、暗号解読機能を遂行している。1993年に設立された国家海事情報センターは、ONIが入手した電子、写真、電波、音響情報の解析を行い、全海洋の軍民を問わず全艦艇の移動をリアルタイムで追跡している。
ONIは、各地区の情報部、各艦隊の情報科から構成されているが、他の米軍情報部と異なり、防諜要員を有していない。各地区の情報部は、ONIの作戦統制下にあり、所属地区で活動している。各艦隊の情報科は、艦隊司令官に直属し、戦術・作戦偵察、防諜、安全保障任務を遂行する。
海軍駐在武官は、ONIの指導下で情報収集に従事するが、全軍の駐在武官の情報収集を集約する国防省情報本部（DIA）と国務省にも監督されている。
ONI本部は、メリーランド州シュトランドの国家海事情報センター（National Maritime Intelligence Center）に位置する。